# Ausbooten

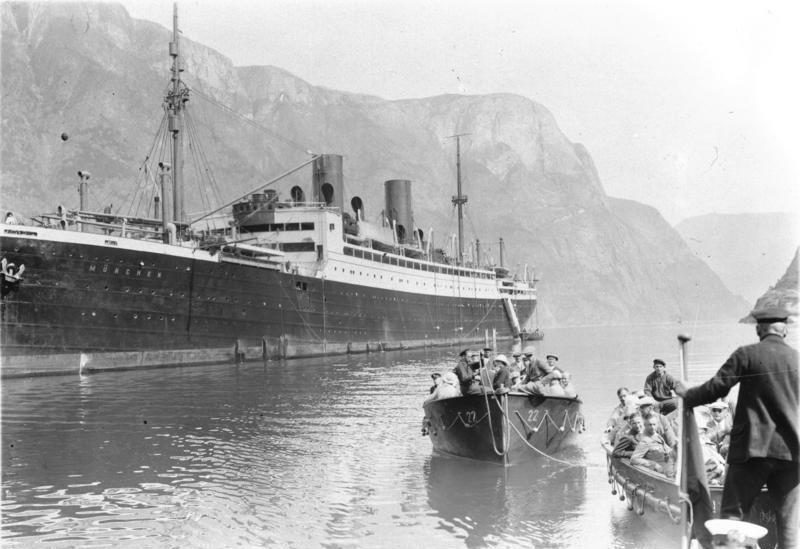
Ausbooten in Gudvangen bei einer Polarfahrt mit dem Dampfer München (1925)

In der Schifffahrt bezeichnet man als Ausbooten die Beförderung von Passagieren von einem auf Reede liegenden Schiff zum Land. Die Beförderung von Passagieren zum Schiff bezeichnet man als Einbooten.
In Deutschland gab es diese Transportform traditionell nur noch auf der Insel Helgoland. Dort wurden zum Ausbooten sogenannte Helgoländer Börteboote eingesetzt. Seit 2020 wurde wegen der Coronasituation auf das Ausbooten verzichtet. Nach Auslaufen der Coronamaßnahmen wurde das Ausbooten bisher nur noch für Kreuzfahrtschiffe angeboten. (Stand August 2023)
Auch das Verlassen eines in Not befindlichen Schiffes mit Rettungsmitteln wie Rettungsboot oder Rettungsinsel wird als Ausbooten bezeichnet.
Ferner kann man auch Gegenstände ausbooten, das heißt, sie aus dem Boot herausschaffen, zum Beispiel Fische nach dem Fischfang.

## Übertragener Wortgebrauch
In der Soldatensprache bedeutet Einbooten das Besteigen eines Fahrzeugs, Ausbooten das Aussteigen aus einem Fahrzeug, zum Beispiel das Aussteigen aus einem Panzer.
Umgangssprachlich wird das Wort ausbooten im Sinne von „eine missliebige Person aus ihrer Position entfernen oder verdrängen“ gebraucht.